# 道の駅錦
道の駅錦（みちのえき にしき）は、熊本県球磨郡錦町にある国道219号の道の駅である。

## 施設
- 駐車場
  - 普通車：81台
  - 大型車：8台
  - 身障者用：4台
- トイレ（いずれも24時間利用可能）
  - 男：大 4器、小 7器
  - 女：8器
  - 身障者用：2器
- 公衆電話
- 公衆FAX
- 農産物直売所
- 公園

## 休館日
- 第3水曜日
- 年末年始

## アクセス
- 国道219号 - 登録路線

## 周辺
- 錦町役場
- くま川鉄道 湯前線 一武駅
- 大平渓谷